# Bolborhynchus ferrugineifrons
El lorito cadillero, catita frentirrufa, periquito frentirrufo o periquito de los nevados (Bolborhynchus ferrugineifrons) es una especie de ave de la familia de los loros (Psittacidae) endémica de las montañas más altas de la Cordillera Central de los Andes colombianos, entre los 2800 y 4100 m s. n. m..

## Descripción
Alcanza una longitud de 18 cm. En su frente, entre los ojos y el pico presenta una banda angosta de color rojo óxido, que generalmente se presenta en a barbilla y rocía el rostro oliváceo. La parte posterior de la cabeza, el cuello y las alas son de color verde obscuro. La parte inferior de las alas es azulada. El pico es gris a blancuzco, con la punta amarilla. El anillo alrededor de los ojos es gris. El iris es marrón oscuro a negruzco. Las patas son de color amarillento.

## Hábitat
Se encuentra en la zona entre el bosque altoandino del subpáramo y el páramo, preferentemente entre los 3.200 y 4,000 m de altitud. Se adapta a los matorrales modificado, a pastizales y a zonas agrícolas. Se alimenta de diversas plantas de las alturas andinas, come las semillas (especialmente Anthoxanthum odoratum), los frutos y las flores.

## Comportamiento
Diurno, vuela en bandadas de 10 a 15 individuos. Al atardecer va a sus refugios, generalmente ubicados en las grietas de paredes naturales rocosas altas, donde se albergan entre 20 y 150 individuos, que duermen en grupos de 2 a 8 en cada nido, construido con tierra y hojarascas entrelazadas. Ha sido observado también un nido construido con musgo sobre un árbol de 18 m de altura.